# Film de danse
Le film de danse est un sous-genre du film musical où un accent particulier est mis sur les scènes de danse chorégraphiés. Par abus de langage, le terme peut désigner en général les films ayant pour sujet la danse.
Selon la définition de Noël Carroll, tout film impliquant de nombreux mouvements pourrait être considéré comme un film de danse « au sens large ». Pour ces films, on parle également de cinédanse, notamment dans le champ du cinéma expérimental (courant initié par la réalisatrice Maya Deren). Le terme de ciné-danse peut également recouvrir des captations ou des films documentaires sur la danse : pour les films présentant une œuvre de chorégraphie qui n'existe que sur l'écran, on pourra parler de vidéodanse.
À partir des années 1980, le terme « film de danse » se déploie particulièrement pour les films centrés sur la danse hip-hop. Pour ces films en particulier, on parle parfois de film de breakdance ou de film de breaksploitation.